# 울트라사우루스
울트라사우루스(Ultrasaurus)는 중생대 백악기 전기, 오늘날 대한민국에서 서식한 4족 보행의 대형 용각류이다. 1973년 부산대학교 교수 김항묵이 척골로 보이는 화석을 경상북도 의성군 금성면 탑리에서 발굴하여, 1983년 학회에 보고하였다. 그러나 발견된 것은 척골이 아니라 상완골이어서 ‘거대한 공룡’이라는 뜻의 학명과 맞지 않게 되었고, 또한 화석 자체도 단편적이어서 지금은 의문명이다.

## 참고 문헌
- Kim, H.M. (1983). "Cretaceous dinosaurs from South Korea." Journal of the Geological Society of Korea, 19(3): 115-126.